# Liste der denkmalgeschützten Objekte in Unken (Salzburg)
Die Liste der denkmalgeschützten Objekte in Unken enthält die 13 denkmalgeschützten, unbeweglichen Objekte der Gemeinde Unken.

## Denkmäler
| Foto  |                 | Denkmal                                                                                | Standort                              | Beschreibung | Metadaten |
| ----- | --------------- | -------------------------------------------------------------------------------------- | ------------------------------------- | --- | --- |
| BW    | Datei hochladen | Bauernhof, Moarbauer HERIS-ID: 36801 Objekt-ID: 35809                                  | Gföll 15 Standort KG: Gföll           | Der Bauernhof mit einem gemauerten Erdgeschoß und einem Obergeschoß samt Balkon in Blockbauweise ist an der Firstpfette mit 1593 bezeichnet. Zur Anlage gehören auch mehrere kleine Nebengebäude. | BDA-Hist.: Q37972147 Status: Bescheid Stand der BDA-Liste: 2025-06-30 Name: Bauernhof, Moarbauer GstNr.: .117, .118                                                      |
| ja    | Datei hochladen | Festung Kniepass/Heimatmuseum HERIS-ID: 53277 Objekt-ID: 61140                         | Unkenberg 1 Standort KG: Gföll        | Am Kniepass befindet sich eine aus einem Mauerring mit Schießscharten bestehende Talsperre mit einem Wachthaus, das ein steiles Schindeldach aufweist. Ein weiteres Häuschen innerhalb der Mauer diente als Mannschaftsgebäude. Urkundlich erwähnt wird sie 1350, es wurden aber auch Funde aus dem 9. und 10. Jahrhundert gemacht. Im frühen 17. Jahrhundert wurde die Straße neu angelegt, 1646 wurde eine tonnengewölbte Straßendurchfahrt dafür errichtet. Die Befestigung war 1809 schwer umkämpft, ist aber seither ohne Funktion. Das Wachthaus beherbergt mittlerweile ein Heimatmuseum. | BDA-Hist.: Q16354775 Status: § 2a Stand der BDA-Liste: 2025-06-30 Name: Festung Kniepass/Heimatmuseum GstNr.: .12 Festung Kniepass, Unken                                |
| ja BW | Datei hochladen | Gedenktafel und Felsbilder HERIS-ID: 63937 Objekt-ID: 76627                            | Standort siehe Beschreibung KG: Gföll | Die Gedenktafel (Lage) wurde anlässlich der Erbauung der Loferer Straße über den Kniepass im Jahre 1614 mit Wappenrelief und Inschrift des Erbauers Erzbischof Markus Sittikus angebracht. Marcus Sitticus ex comitibus in Altaemps archiepus Salisburg et princeps viam hanc ad perpetua firmitate publica comoditati e durissmo silice aperuit Anno Dni. et praesulatus II MDCXIIII Am gegenüberliegenden rechten Saalachufer befinden sich in einer Halbhöhle zwei auf den Felsen gemalte, erneuerte Bilder hl. Antonius und Madonna mit Kind aus dem 18./19. Jahrhundert ().                 | BDA-Hist.: Q38104774 Status: § 2a Stand der BDA-Liste: 2025-06-30 Name: Gedenktafel und Felsbilder GstNr.: 26                                                            |
| BW    | Datei hochladen | Grenzstein Scheibelberg HERIS-ID: 63939 Objekt-ID: 76629                               | Standort KG: Gföll                    | Der Dreiländerstein knapp nordöstlich des Scheibelbergs (1465 m) bildet den Grenzpunkt zwischen Salzburg, Tirol und Bayern, Nro. CCIII bezeichnet 1818, 1844 mit österreichischem und bayerischem Staatswappen. | BDA-Hist.: Q38104792 Status: § 2a Stand der BDA-Liste: 2025-06-30 Name: Grenzstein Scheiblberg GstNr.: 1166/1                                                            |
| BW    | Datei hochladen | Fischbachklause HERIS-ID: 36800 Objekt-ID: 35808                                       | Gföll 101 Standort KG: Gföll          | Für die Fischbachklause gilt Ähnliches wie für die Muckklause. Sie diente der Holztrift nach Bad Reichenhall um die dortige Saline mit Brennholz zu versorgen. | BDA-Hist.: Q37972143 Status: Bescheid Stand der BDA-Liste: 2025-06-30 Name: Fischbachklause GstNr.: 1149/1, 1232                                                         |
| BW    | Datei hochladen | Muckklause HERIS-ID: 36802 Objekt-ID: 35810                                            | Standort KG: Gföll                    | Die Muckklause ist ein kleines Stauwerk auf dem Almgebiet der Winklmoosalm (bayrisch) in etwa 1180 Metern Seehöhe. Sie wurde 1792 erstmals errichtet. Nach mehrmaligen Sanierungen wurde sie unter Denkmalschutz gestellt. Sie diente der Holztrift nach Bad Reichenhall um die dortige Saline mit Brennholz zu versorgen. | BDA-Hist.: Q37972158 Status: Bescheid Stand der BDA-Liste: 2025-06-30 Name: Muckklause GstNr.: 1149/1                                                                    |
| ja    | Datei hochladen | Ortskapelle hl. Heinrich HERIS-ID: 53351 Objekt-ID: 61291                              | Standort KG: Reith                    | Die kleine Barockkirche mit Schindeldach und hölzernem Giebelreiter wurde 1670 erbaut und 1713 erweitert. Auch der Altar stammt aus dem Jahr 1713. | BDA-Hist.: Q38056829 Status: § 2a Stand der BDA-Liste: 2025-06-30 Name: Ortskapelle hl. Heinrich GstNr.: .21 Ortskapelle hl. Heinrich, Reith                             |
| ja    | Datei hochladen | Kath. Pfarrkirche hl. Jakobus d. Ä. und Friedhof HERIS-ID: 53350 Objekt-ID: 61290      | Niederland 45 Standort KG: Unken      | Die Pfarrkirche steht inmitten des Friedhofs auf einer Talstufe über dem Ort. Nach einem Brand wurde sie in den Jahren 1758 bis 1760 als Saalkirche im Barockstil neu erbaut, wobei im Ostturm älteres Mauerwerk erhalten blieb. Auch die Inneneinrichtung (Hochaltar, zwei Seitenaltäre, Kanzel) stammt fast zur Gänze aus der Zeit um 1760. | BDA-Hist.: Q38056820 Status: § 2a Stand der BDA-Liste: 2025-06-30 Name: Kath. Pfarrkirche hl. Jakobus d. Ä. und Friedhof GstNr.: .60 Pfarrkirche hl. Jakobus d.Ä., Unken |
| ja    | Datei hochladen | ehem. Kramerwirt HERIS-ID: 63952 Objekt-ID: 76642                                      | Unken 4 Standort KG: Unken            | Das Eingangsportal weist die Jahreszahl 1832 auf. Das Gebäude ist renoviert worden; dabei sind Wohnungen eingebaut worden. | BDA-Hist.: Q38104828 Status: § 57-Mandatsbescheid Stand der BDA-Liste: 2025-06-30 Name: ehem. Kramerwirt GstNr.: .39/1 Kramerwirt, Unken                                 |
| ja    | Datei hochladen | Schloss Oberrain, Seidlgut HERIS-ID: 53276 Objekt-ID: 61139                            | Unken 8 Standort KG: Unken            | Das Schloss geht auf einen Bauernhof (Seidlgut) mit Tavernengebäude zurück, der schon im 14. Jahrhundert erwähnt wird. Die heutige Form stammt aus dem 19. Jahrhundert. Es ist ein dreigeschoßiger Bau mit hohem Walmdach, die Südfassade weist einen turmartigen Vorbau mit spitzem Zeltdach und einer Loggia hinter einem Doppelbogen mit Mittelsäule auf. Es fungiert heute als Rehabilitationsheim für behinderte Jugendliche. | BDA-Hist.: Q15844497 Status: § 2a Stand der BDA-Liste: 2025-06-30 Name: Schloss Oberrain, Seidlgut GstNr.: 5 Schloss Oberrain, Unken                                     |
| ja    | Datei hochladen | Bauernhof, Kalchofengut oder Kalkofengut/Heimatmuseum HERIS-ID: 57623 Objekt-ID: 67855 | Unken 25 Standort KG: Unken           | Das Kalchofengut ist ein Pinzgauer Einhof aus dem 15. Jahrhundert. 1522 verkaufte der Reichenhaller Grundherr Adam Schweighofer das Gut an die Kirche St. Jakob in Unken. 1650 wird Christian Percht Besitzer des Hofes, der dann über zwölf Generationen in der gleichen Familie blieb. 2011/2012 wird der Hof renoviert und dient seitdem als Heimatmuseum und als Veranstaltungsort. | BDA-Hist.: Q38077514 Status: Bescheid Stand der BDA-Liste: 2025-06-30 Name: Bauernhof, Kalchofengut oder Kalkofengut/Heimatmuseum GstNr.: 151 Kalchofengut, Unken        |
| ja    | Datei hochladen | Freiheitskämpferdenkmal HERIS-ID: 63955 Objekt-ID: 76645                               | Unken 34a Standort KG: Unken          | Das Denkmal an die Freiheitskämpfer nach dem Jahr 1800 mit einer Figur und einem Medaillon des Kaisers Franz Joseph I. wurde 1908 errichtet. | BDA-Hist.: Q38104837 Status: § 2a Stand der BDA-Liste: 2025-06-30 Name: Freiheitskämpferdenkmal GstNr.: 170/4 Freiheitskämpferdenkmal, Unken                             |
| ja    | Datei hochladen | Grenzstein HERIS-ID: 63959 Objekt-ID: 76649                                            | Standort KG: Unken                    | Der Steinbach bildet die natürliche Grenze zwischen Österreich (Salzburg) und Deutschland (Bayern). Eine schmale Brücke führt über diesen Bach, an dessen Südseite der bezeichnete Grenzstein auf österreichischer Seite steht. Unmittelbar nach der Brücke auf der nördlichen Seite befindet sich der deutsche bzw. bayrische Grenzstein. | BDA-Hist.: Q38104858 Status: § 2a Stand der BDA-Liste: 2025-06-30 Name: Grenzstein GstNr.: 674/4                                                                         |